# Франц Отокар фон Щархемберг
Франц Отокар фон Щархемберг (на немски: Franz Ottokar Graf von Starhemberg; * 9 май или 13 септември 1662, Виена; † 21 октомври 1699, Стокхолм) е граф от стария австрийски благороднически род Щархемберг, императорски камерхер и таен съветник и императорски посланик в Стокхолм.

## Живот
Той е син на Конрад Балтазар фон Щархемберг (1612 – 1687), господар в Шьонбюхел, и втората му съпруга графиня Катарина Франциска Кавриани (ок. 1640 -1716), дъщеря на граф Фридрих Кавриани (1597 – 1662) и графиня Елизабет фон Мегау († 1684). Брат е на Гундакар Томас фон Щархемберг (1663 – 1745). Полубрат е от първия брак на баща му на фелдмаршал граф Ернст Рюдигер фон Щархемберг (1637 – 1701), „спасителят на Виена от турците“ 1683 г., и фелдмаршал Максимилиан Лоренц (ок. 1640 – 1689, убит в битка).
Баща му Конрад Балтазар е издигнат на имперски граф през 1643 и от 1680 г. е рицар на Ордена на Златното руно.
Франц Отокар става императорски камерхер и таен съветник и императорски посланик в Стокхолм. Той притежава множество господства, между тях Шаумбург, Васенберг, Ефердинг, Шьонбихл, Дюренщайн, Агщайн, Вимбсбах, Карлшпах и Фреценщайн.
Франц Отокар фон Щархемберг умира на 37 години на 21 октомври 1699 г. в Стокхолм, и е погребан в капелата „Св. Дух“ в Ефердинг.

## Фамилия
Франц Отокар фон Щархемберг се жени на 2 юни 1687 г. в Инсбрук за графиня Мария Цецилия Клара фон Риндсмаул (* 2 януари 1664, Грац; † 17 август 1737, Виена), дъщеря на граф Йохан Ото фон Риндсмаул († 1667) и графиня Елеонора фон Дитрихщайн (1639 – 1704). Те имат децата:
- Конрад Зигизмунд Квинтус Антон (* кръстен 25 февруари 1689, Виена; † 28 септември 1727, Матзен), женен на 1 септември 1710 г. в Алтьотинг, Бавария, за принцеса Мария Леополдиня фон Льовенщайн-Вертхайм-Рошфор (* 26 май 1689, Прага; † 24 август 1763, Виена); той е имперски посланик в Лондон (1724 – 1727); имат 14 деца
- Леополд Ансгар (* 4 февруари 1693, Стокхолм; † 27 юни 1769), неженен
- Гундакар (* 9 юли 1696; † 9 септември 1716 в битка на 20 години)
- Мария Елеонора (* 5 април 1691, Виена; † 28 юни 1745, Виена), омъжена на 19 февруари 1708 г. за граф Антонио Рамбалдо ди Колалто е Сан Салваторе (* 5 март 1681; † 1741)
- Фридрих (* 1698; † 1698)
- Мария Ернестина (* 6 октомври 1698; † 17 юли 1724), омъжена за имперски граф Юлиус фон Хамилтон († 13 юли 1759, Виена)